# Слободан Сотиров
Слободан Сотиров (Пирот, 22. јануар 1926 — Београд, 12. јун 2015) био је српски сликар бугарског порекла. 
Он је живео и активно стварао у Србији. Имао је преко 50 самосталних и учествовао на преко 100 колективних изложби у Србији и другим бившим југословенским републикама, Бугарској, Италији, Швајцарској, Немачкој, Шведској, Јапану, Америци.
Насликао је преко две хиљаде портрета. Сликао је мртве природе у уљу на платну, а његов опус карактерише и специфичан спој реализма и апсктракције, којим је сликама дао јединствен колористички печат.
Добитник је „Златне палете“ УЛУС-а и бугарске награде „Иван Вазов“ за допринос у култури. Био је професор цртања и технологије сликарства на Вишој педагошкој школи у Београду. О његовом сликарском опусу написано је пет монографија.

## Живот и каријера
Рођен је 1926. године у Пироту, као прво дете оца Крума, трговца, и мајке Јорданке, домаћице. Мајка Јорданка случајно је била у Пироту када је кренуо порођај, мада је породица у време његовог рођења живела у Димитровграду (тадашњем Цариброду), у коме је сликар провео своје детињство.
Још као петогодишњем дечаку, лов и риболов му постају страствени хобији, које је започео пецајући и ловећи са оцем Крумом у рекама Јерма и Нишава и на Старој планини. Од мајке Јорданке наследио је љубав према читању романа и кулинарству.
У Цариброду је завршио ниже разреде основне школе. Осмогодишњу гимназију завршио је у Пироту. Са 16 година Слободан Сотиров примљен је на Академију ликовних уметности у Софији, Бугарска, у којој је студирао класично цртање и сликање у класи професора Илије Петрова. Рат је привремено прекинуо његово студирање. Током Другог светског рата од 1944. године као партизан узео је учешће у Народноослободилачкој борби народа Југославије. По завршетку рата наставио је студије у Софији, а једне школске године (у време Резолуције информбироа) студирао је и на Академији ликовних уметности у Београду, у класи професора Косте Хекмана и Ивана Табаковића.
Од почетка каријере бавио се и педагошким радом. Од 1949 до 1952. предавао је цртање, бугарску и светску књижевност у Мањинској средњој школи (гимназији) и Учитељској школи у Димитровграду. У том периоду се оженио и по први пут засновао породицу.
Након сеобе у Ниш, у звању професора, предавао је декоративне технике и аналитичко цртање у средњој уметничкој школи „Ђорђе Крстић“ у Нишу.
Најдуже је предавао, као професор цртања и професор технологије, на Вишој педагошкој школи у Београду где је био и шеф катедре у неколико наврата.
Имао је преко 50 самосталник и учествовао на преко 100 колективних изложби у Србији и другим бившим југословенским земљама, Бугарској, Италији, Швајцарској, Немачкој, Шведској, Јапану, Америци. Члан је УЛУС-а и добитник "Златне палете" 1964. године. Медаљу "Иван Вазов" за допринос у култури, добија у Софији 1997. године. Поред Србије и Бугарске, живео је дуги низ година и стварао у Италији, Шведској и Швајцарској.
Познанство из младости са др Федором Вујовићем, стоматологом из Швајцарске, Сотирова је годинама одводило у мало швајцарско село, где је више од двадесетак година портретисао житеље.
Поред матерњег бугарског језика, говорио је српски, француски, енглески и немачки језик.
О његовом сликарском опусу написано је пет монографија.
Године 1983. оженио се Драганом Милошевић са којом има две ћерке, Марију и Јорданку. Највећи део живота и стваралаштва Сотиров је провео у Београду.
Умро је у Београду 12. јуна 2015. године, у 89 години живота. Сахрањен је на гробљу у Димитровграду, у коме је провео детињство.

## Дело
Већ током студија, сликар Сотиров, показао је изузетан таленат за сликање портрета и од тада до данас насликао је преко две хиљаде портрета. Слика мртве природе у уљу на платну, а у младости је сликао и апстрактне енформел слике у акварелу. Његов ликовни опус карактерише специфичан спој реализма и апсктракције који је сликама дао само њему својствен јединствен, колористички печат.
Слободан Сотиров излагање својих уметничких дела започео је на колективној излошби УЛУС-а у Београду и самосталној изложби у Лесковцу (1947). године. Од те године до данас његова ликовна дела излагана су на преко 100 колективних и преко 50 самосталних изложби у Србији и другим, данас бившим, југословенским земљама, Бугарској, Италији, Швајцарској, Немачкој, Шведској, Јапану, Америци.
У хиперреалистичком сликарству Слободан Сотиров, последњих година уочава се све више прожимање реализма и апстракције, у коме се он одлично сналази вођен Милуновићевим размишљањем...„да не постоји стара ни нова уметност већ само добра и лоша“.
Према мишљењу ликовних критичара Србије Сотиров спада у групу најстаријих представника такозване београдске колористичке школе, јер његове слике, гледано на први поглед, зраче најлепшим спектром боја у безброј варијанти. Док на други поглед, педантно око љубитеља уметности, које слике гледа са дистанце, у његовим делима заправо види; само три звучне боје у три валера, или палету боја која не може да се имитира. Боја је на његовим сликама као „отисак прста“, својстван само Слободану Сотирову, или како то Александар Јовановић Бириљ, у свом критичком осврту на колорит Сотирова запажа;
| „ | Уђемо ли оком у центар слике, ми у ствари улазимо у беспредметни свет где су разрађени закони хармоније и равнотеже, где Сотиров даје боји симболичке и звучне вредности. | ” |

И Дејан Ђорић, у предговору каталога за изложбе Слободана Сотирова (2014) „Слике живота и живот слике“ уочава разлике у томнској скали на и то овако описује:
| „ | Тајна овог мајстора није само у моћи представљања већ и виђења, јер уочава бескрајно фине разлике локалног тона и нијанси. | ” |

Слободан Сотиров је највише препознатљив као сликар мртве природе и портрета, имајући у виду чињеницу да је до сада створио више од две хиљаде портрета у Србији, Швајцарској, Италији, Немачкој, Шведској и САД. Своје опредељење, да слика портерте, у једном од својих интервјуа Сотиров овако објашњава:
| „ | Портрет је дисциплина у којој се види колико ко зна. У Софији, кад сам ја студирао пре 60 година, у ходнику Академије су стајали само портрети дела професора који су тада предавали. Ко зна да нацрта добро акт и портрет, тај зна и да слика. Занат се ту огледа. Портрет је на неки начин и данас традиција у земљама које држе до ликовне културе. Сликање портрета је таленат и знање да уочиш шта то у нечијем лику даје карактер тој особи, шта је то баш његово, по чему је тај човек препознатљив. Сваки портрет, осим особе, забележи и делић времена у којој је тај човек живео. Одело, фризура... | ” |

## Награде и признања
- 1964. Србија, „Златна палета“ Удружења Ликовних Уметника Србије.
- 1997. Бугарска, Медаља „Иван Вазов“, за допринос у култури.

## Самосталне изложбе
| Година | У земљи | Година | У иностранству |
| ------ | --- | ------ | --- |
| 2014.  | - Београд, Галерија Народне банке Србије, |        | |
| 2010.  | - Инђија, Културни центар, | 2010.  | - Флуели; Швајцарска, Хотел „Kurhaus“,                                                                                               |
| 2009.  | | 2009.  | - Луцерн, Швајцарска, „Kunst und KulturZentrum Litau“, Luzern                                                                        |
| 2008.  | - Београд, Галерија библиотеке града Београда, промоција монографије „Сотиров, модели и пријатељи“ и изложба | 2008.  | |
| 2007.  | - Сомбор, Културни центар, „Лаза Костић“ | 2007.  | |
| 2005.  | - Београд, Галерија библиотеке града Београда. - Димитровград, „Градска галерија“, поводом прославе 10 година рада галерије - Београд, Галерија библиотеке града Београда, промоција монографије „Flühli: Sotirov, Porträts (1985-2005)“ - Иваново, Србија, Дом културе | 2005.  | - Fiueli, Швајцарска, Хотел „Kurhaus“, промоција монографије „Flühli: Sotirov, Porträts (1985-2005)“                                 |
| 2004.  | - Београд Галерија шпанског института „Сервантес“, изложба портрета | 2004.  | |
| 2003.  | - Нови Београд, Културни центар, „Политехничка академија“ | 2003.  | |
| 2002.  | - Смедеревска Паланка, Галерија модерне уметности | 2002.  | - Софија, Бугарска, Народна скупштина Републике Бугарске                                                                             |
| 2001.  | - Београд, Југословенска галерија уметничких дела - Земун, Галерија „Стара капетанија“, изложба акварела | 2001.  | |
| 1999.  | - Београд, Југословенска галерија уметничких дела - Апатин, Градска галерија | 1999.  | - Будва, Црна Гора, Хотел „Могрен“                                                                                                   |
| 1998.  | - Вршац, „Хемофарм“ - Димитровград, Културно информативни центар (КИЦ) „Цариброд“ | 1998.  | |
| 1997.  | - Димитровград, Градска галерија - Пирот, Градска галерија | 1997.  | |
| 1996.  | - Београд, Галерија „Железнички музеј“ | 1996.  | |
| 1995.  | - Београд, Дипломатски клуб - Димитровград, Градска галерија - Пирот, Галерија „Пирот“ - Београд, Галерија „ГСП“ | 1995.  | - Софија, Бугарска, Галерија „Средец“ - Перник, Бугарска - Благоевград, Бугарска                                                     |
| 1989.  | | 1989.  | - Sepmach, (Швајцарска), Галерија „ZYT“                                                                                              |
| 1988.  | | 1988.  | - Свети Стефан, Будва, Црна Гора, Галерија „Свети Стефан“                                                                            |
| 1987.  | - Београд, Прес центар „Танјуг“, Промоција прве монографије и изложба | 1987.  | - Цирих, Швајцарска, Галерија „Haus zum Geiss bock“                                                                                  |
| 1986.  | | 1986.  | - Цирих, Швајцарска, Галерија „Dien i Partner AG“ - Fiueli, Швајцарска                                                               |
| 1985.  | - Београд, Галерија намештаја „Југоекспорт“ | 1985.  | |
| 1984.  | - Београд Велика галерија „Културног центра“ | 1984.  | |
| 1983.  | - Младеновац, „Културни центар“ | 1983.  | |
| 1982.  | - Београд, Ликовна галерија „Културног центра“, изложба портрета - Београд Велика галерија „Културног центра“ | 1982.  | |
| 1980.  | - Димитровград, „Дом културе“ - Чачак, „Дом културе“ | 1980.  | |
| 1973.  | | 1973.  | - Токио, Јапан, Галерија Токума |
| 1971.  | | 1971.  | - Милано, Италија, Галерија „Il Giorno“                                                                                              |
| 1969.  | | 1969.  | - Напуљ, Италија, Галерија „D'Arte di San Carlo“ - Еребро, Шведска, Галерија „Engelbrekt“ - Фабриано, Италија, Галерија „La Virgola“ |
| 1968.  | - Зрењанин, Мала галерија, уметничка колонија Ечка | 1968.  | - Рим, Италија, Галерија „SM-13 Studio d'Arte Moderna“, акварели                                                                     |
| 1966.  | - Београд, „Продајна галерија“, акварели | 1966.  | |
| 1963.  | - Београд, Галерија „УЛУС“, акварели - Зрењанин, Мала галерија | 1963.  | |
| 1961.  | - Београд, Галерија „УЛУС“, акварели - Београд, Галерија „Графички колектив“, акварели | 1961.  | |
| 1958.  | - Београд, Галерија „УЛУС“ | 1958.  | |
| 1957.  | - Краљево, - Пирот, „Дом културе“ | 1957.  | |
| 1956.  | - Београд, Галерија Савеза уметника Србије (Теразије) | 1956.  | - Скопље, БЈР Македонија, Галерија „Сомет и градезните“                                                                              |
| 1954.  | - Ниш, | 1954.  | |
| 1950.  | - Пирот, | 1950.  | |
| 1948.  | - Димитровград | 1948.  | |
| 1947.  | - Лесковац | 1947.  | |

## Монографије о уметнику
- Станислав Живковић, Сликарство Слободана Сотирова, Монографија, Београд, 1987.
- Станислав Живковић, Свет Слободана Сотирова, Монографија, Београд, 2000.
- Срета Бошњак, Од природе до природе слике, Монографија, Београд, 2004.
- Слободан Сотиров, Сотиров, Портрäтс (1985-2005), Полиграф, Београд, 2005.
- Слободан Сотиров, Пријатељи и модели 1946/2007. Полиграф. Београд, 2007.